# Alien Contact
Alien Contact war ein deutsches Magazin für Science-Fiction und Fantasy.
Die Gründungsmitglieder von Alien Contact waren Krischan Schoeninger (einer der Gründer des Ost-Berliner SF-Clubs Andymon), Hardy Kettlitz, Gerd Frey und Ralf Jakob.
Es erschien von 1990 bis 2001 bis zur Ausgabe 42 als Print-Magazin, bei der ersten Ausgabe mit einer Auflage von 40.000 Stück. Ab Ausgabe 43 erfolgte die Umstellung zu einem Online-Magazin. Ausgewählte Beiträge daraus erschienen 2002 bis 2005 jeweils in einem Alien Contact Jahrbuch. Die letzte Online-Ausgabe 68 erschien am 21. Dezember 2005. Danach wurde das Magazin zugunsten des Nachfolgeprojektes Pandora eingestellt.
Neben Erzählungen deutscher und internationaler Autoren enthielt Alien Contact unter anderem Essays zur Geschichte des Genres, zu ausgewählten Autoren und ihrem Lebenswerk, zur internationalen Phantastik und zur Geschichte des Verlagswesens.
Das Team des Magazins wurde 1995 mit dem Kurd-Laßwitz-Sonderpreis ausgezeichnet.